# Trasparga
Trasparga (llamada oficialmente Santiago de Trasparga) es una parroquia y una aldea española del municipio de Guitiriz, en la provincia de Lugo, Galicia.

## Organización territorial
La parroquia está formada por quince entidades de población, constando catorce de ellas en el anexo del decreto en el que se aprobó la actual denominación oficial de las entidades de población de la provincia de Lugo:
- Arcacavada (Arca Cavada)
- Baxoi
- Cal (O Cal)
- Campo (O Campo)
- Mesón da Cabra (O Mesón da Cabra)
- Mesón Vello (O Mesón Vello)
- Mota (A Mota)
- Pasarín
- Pena Moscosa (A Pena Moscosa)
- Pino (O Pino)
- Prado
- Queimos*
- Sante
- Trasparga
- Vilanova

## Demografía

### Parroquia
| Gráfica de evolución demográfica de Trasparga (parroquia) entre 2000 y 2020 |
|                                                                             |
| Datos según el nomenclátor publicado por el INE.                            |

### Aldea
| Gráfica de evolución demográfica de Trasparga (aldea) entre 2000 y 2020 |
|                                                                         |
| Datos según el nomenclátor publicado por el INE.                        |